# Фрегат малазійський
Фрегат малазійський (Fregata andrewsi) — вид сулоподібних птахів родини фрегатових (Fregatidae).

## Назва
Видова назва дана на честь британського палеонтолога Чарльза Вільяма Ендрюса.

## Поширення та чисельність
Птах гніздиться лише на острові Різдва на сході Індійського океану. Між гніздуваннями фрегат малазійський мандрує у пошуках поживи до Південно-Китайського моря, Андаманського моря, моря Сулу та Сіамської затоки. Залітні птахи спостерігалися біля узбережжя Таїланду, Малайзії, Філіппін, Великих Зондських островів та Північної Австралії.
На острові Різдва є чотири великих гніздових колонії та декілька невеликих гніздувань. Трапляються і поодинокі гнізда. Згідно з оцінками 2003 року на острові налічувалось понад 1200 гніздових пар. Загальна популяція виду оцінювалась у 3600-7200 особин. Чисельність виду постійно зменшується.

## Опис
Птах завдовжки 90-100 см. Розмах крил 205—230 см. Вага тіла до 1,55 кг. Оперення коричнево-чорного забарвлення. Черево біле. У самців є горловий мішок червоного кольору, який він може роздувати до великих розмірів. Самиці більші за самців та мають груди білого кольору.

## Спосіб життя
У позашлюбний період веде одиночний спосіб життя, мандрує над поверхнею океану, полюючи на рибу та інших морських тварин. Не вміє плавати та ходити по землі (пересувається перестрибуючи за допомогою крил). У шлюбний період стає колоніальним птах. Гніздиться, переважно, у змішаних колоніях з іншими видами птахів на верхівках дерев, неподалік водойм. Розмножується раз у два роки. Під час залицянь самець трясе своїм роздутим червоним горловим мішком. Самиця вибирає собі партнера та створюють пару на один сезон. Гніздо будується, переважно, на деревах Celtis timorensis та Terminalia catappa. Кожна самка відкладає лише одне біле яйце. Інкубація триває 40 днів. Насиджують обидва партнери. Молодь розлучається з батьками через 15 місяців.